# Мариамполь (Минская область)
Мариамполь, также Марьямполь, Марианполь (бел. Марыямпаль; Мар'ямпаль, Марыянпаль) — деревня в Червенском районе Минской области Беларуси. Входит в состав Ляденского сельсовета.

## Географическое положение
Расположена в 23 километрах к юго-востоку от Червеня, в 85 км от Минска, в 14 км от железнодорожной станции Пуховичи на линии Минск—Осиповичи, на левом берегу реки Добрица.

## История
Согласно переписи населения Российской империи 1897 года фольварок, входивший в состав Юровичской волости Игуменского уезда Минской губернии, где было 18 дворов, проживали 122 человека. На начало XX века имение в один двор, где было 35 жителей. К 1917 году население возросло до 54 человек. 20 августа 1924 года вошла в состав вновь образованного Горецкого сельсовета Червенского района Минского округа (с 20 февраля 1938 — Минской области). Согласно переписи населения СССР 1926 года насчитывалось 7 дворов, проживали 36 человек. Во время Великой Отечественной войны деревня была оккупирована немецко-фашистскими захватчиками в июле 1941 года, 6 её жителей не вернулись с фронта. Освобождена в июле 1944 года. 16 июля 1954 года в связи с упразднением Горковского сельсовета деревня передана в Ляденский сельсовет. На 1960 год население деревни составило 69 человек. В 1980-е годы деревня относилась к совхозу «Горки». На 1997 год здесь было 7 домов и 10 жителей. На 2013 год 3 круглогодично жилых дома, 4 постоянных жителя. На 2024 год проживает 2 человека.

## Население
- 1897 — 18 дворов, 122 жителя
- начало XX века — 1 двор, 35 жителей
- 1917 — 1 двор, 54 жителя
- 1926 — 7 дворов, 36 жителей
- 1960 — 69 жителей
- 1997 — 7 дворов, 10 жителей
- 2013 — 3 двора, 4 жителя
- 2024 – 1 двор, 2 жителя